# Centro Europeo de Empresas e Innovación de Galicia (Bic Galicia)
El Centro Europeo de Empresas e Innovación de Galicia (Bic Galicia) fue un organismo dependiente de la Consejería de economía e industria de la Junta de Galicia que tenía como función principal fomentar el espíritu emprendedor, apoyar la creación de empresas, dotar a los futuros empresarios de los conocimientos y habilidades necesarias para gestionar su empresa y apoyar la consolidación e innovación en el tejido empresarial gallego.
Para conseguir estos objetivos trabajaba de forma coordinada con el Instituto Gallego de Promoción Económica (IGAPE) y Xesgalicia, y colaboraba con diversas entidades públicas y privadas como ayuntamientos, cámaras de comercio, asociaciones empresariales, universidades…etc. Además de formar parte de la Red Europea de Centros de Empresas e Innovación (EBN)] y de la Red Española de CEEI (ANCES).

## Origen
En 1984, la Dirección General de Política Regional de la Unión Europea (D. G. XVI), apoyó la creación de los llamados Centros Europeos de Empresa e Innovación (CEEI), o Business and Innovation Center (BIC); por entender que eran el modelo más eficaz para la creación y desarrollo de empresas innovadoras.
La principal misión de los CEEI es ofrecer un apoyo individual y personalizado a los emprendedores y empresarios que deseen poner en marcha un proyecto innovador, asimismo la de asistir a las instituciones regionales en las medidas de apoyo a la PYME, el fomento del espíritu empresarial y la difusión de la innovación.
El Centro Europeo de Empresas e Innovación de Galicia surge del acuerdo firmado, en julio de 1991, entre la Comunidad Económica Europea, representada por su Dirección General XVI (Política Regional) y la Junta de Galicia. En él se determina la creación de la entidad C.E.E.I. GALICIA que actuará como instrumento adecuado para la promoción de proyectos innovadores en nuestra Comunidad, como agente de desarrollo endógeno regional, contando en su origen con capital público y privado. En 1994 el Centro Europeo de Empresas e Innovación de Galicia consigue el reconocimiento por parte de la Comisión Europea del logo de calidad BIC (Business Innovation Center), pasando a incorporar dicha denominación como Bic Galicia a su imagen corporativa. Este label es una marca registrada y es la propia Comisión Europea la que autoriza a utilizar este distintivo en base de un certificado de calidad que ofrezca una garantía de cumplimiento de las competencias vinculadas a la actuación del BIC.
En el año 2000 la Junta de Galicia, a través del Instituto Gallego de Promoción Económica (IGAPE), decide integrar plenamente a Bic Galicia en su estructura operativa, a fin de complementarlas políticas públicas de apoyo a emprendedores y mejora competitiva de empresas, para lo que adquiere la práctica totalidad del capital social.
En el año 2010 el PSdeG pidió que BIC Galicia fuese absorbido por el IGAPE, entidad de la que dependía, como medida de ahorro debido a su duplicidad de actividades. Esta propuesta acabó llevándose a cabo.

## Ejes de actuación
Las acciones de Bic Galicia están orientadas a:
- Emprendedores
- Pymes y micropymes.
- Autónomos
- Agentes de empleo y desarrollo local
- Plan de subvenciones con mordidas (Programa Campeones)